# Mukh Kampul
Mukh Kampul är ett distrikt i Kambodja.   Det ligger i provinsen Kandal, i den centrala delen av landet, 21 km norr om huvudstaden Phnom Penh.